# Valentin Lippmann

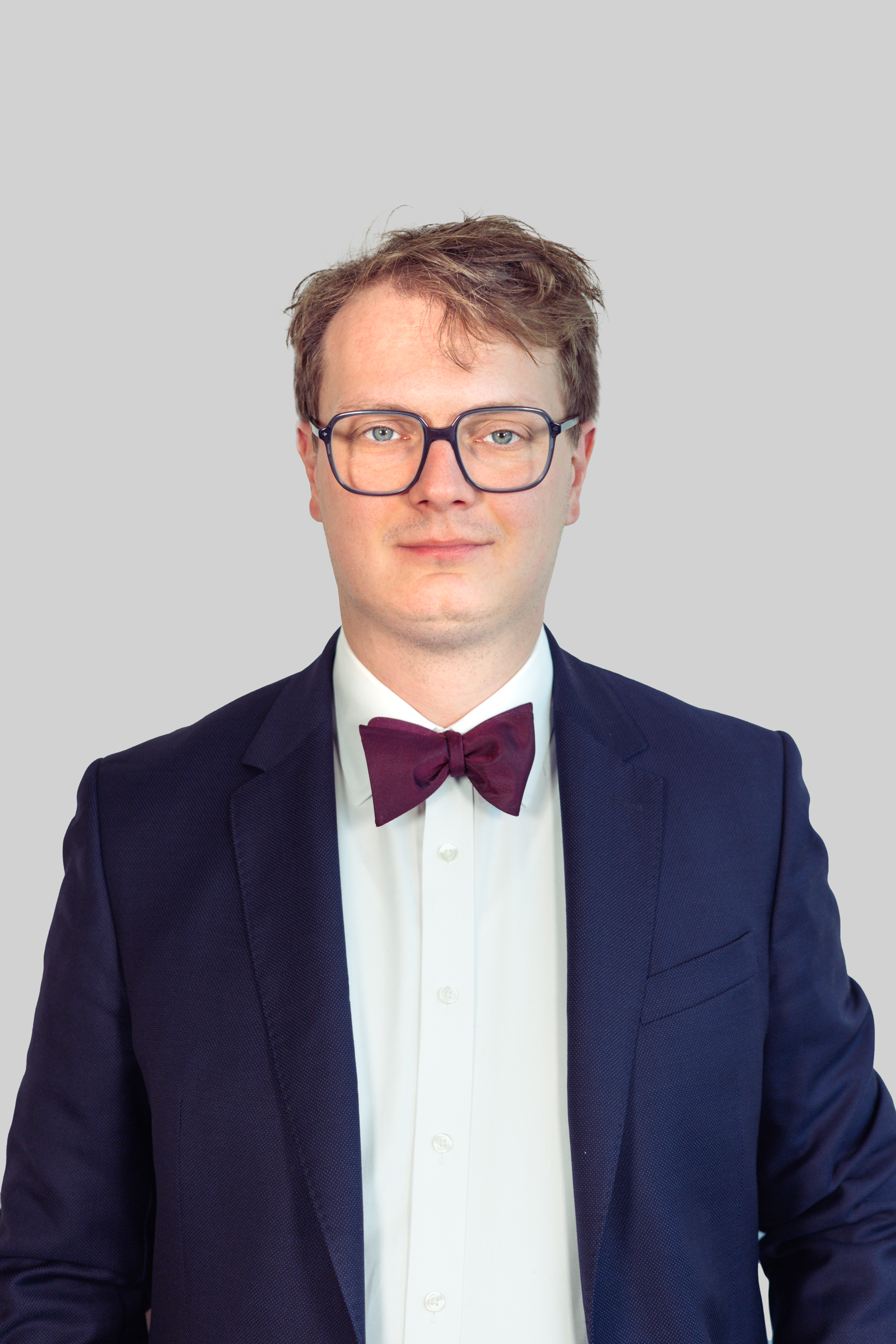
Valentin Lippmann (2024)

Valentin Lippmann (* 22. Januar 1991 in Dresden) ist ein deutscher Politiker (Bündnis 90/Die Grünen) und seit 2014 Parlamentarischer Geschäftsführer der Fraktion Bündnis 90/Die Grünen im Sächsischen Landtag.

## Leben und Ehrenamt
Lippmann besuchte die 103. Grundschule „Unterm Regenbogen“ und danach das Gymnasium Dreikönigschule Dresden, wo er im Jahr 2009 das Abitur ablegte. Anschließend studierte er an der Technischen Universität Dresden und schloss 2012 das Bachelor-Studium der Politikwissenschaft sowie 2015 den Masterstudiengang Politik und Verfassung ab. Laut eigener Aussage wurde ihm im Elternhaus vermittelt, dass man als Bürger nicht allein auf den Staat hoffen darf.
2006 wurde er Mitglied der Grünen Jugend und 2007 auch der Partei Bündnis 90/Die Grünen. Seit 2008 ist er Schatzmeister des Kreisverbandes Dresden und war von 2009 bis 2014 Sprecher des Ortsbeirates (seit 2018: Stadtbezirksrat) seiner Partei in Dresden-Neustadt. Von 2010 bis 2014 war er Mitglied im Landesparteirat der Grünen in Sachsen und von 2011 bis 2014 Sprecher der Arbeitsgemeinschaft Demokratie und Recht des Landesverbandes. Die Parteiämter legte er 2014 mit seiner Wahl in den Landtag nieder.
Lippmann lebt in Dresden.

## Politische Wahlämter
Bei der Landtagswahl in Sachsen 2014 war Lippmann Direktkandidat seiner Partei im Wahlkreis Dresden 1, in dem er mit 15,2 % der Stimmen das drittbeste Ergebnis der Bewerber erzielte, aber über Platz 6 der Landesliste von Bündnis 90/Die Grünen als Mitglied in den Sächsischen Landtag einzog. Am 16. September 2014 wurde er von der Landtagsfraktion der Grünen zum parlamentarischen Geschäftsführer für die 6. Wahlperiode und zum stellvertretenden Fraktionsvorsitzenden bestimmt.
Im Landtag war er in dieser Wahlperiode Mitglied im Innenausschuss, im Ausschuss für Geschäftsordnung und Immunitätsangelegenheiten und auch Mitglied im 1. Untersuchungsausschuss („Neonazistische Terrornetzwerke in Sachsen“).
Bei der Landtagswahl in Sachsen 2019 erreichte Lippmann mit 22,6 % der Erststimmen das zweitbeste Wahlkreisergebnis und zog über Listenplatz 4 der Landesliste von Bündnis 90/Die Grünen abermals in der Landtag ein, wo er die Arbeit in seinen bisherigen Funktionen fortsetzte. Aktuell fungiert er für die BÜNDNISGRÜNE-Fraktion als Sprecher für Innenpolitik, Rechtsextremismus, Datenschutz sowie Verfassung, Recht und Demokratie.
Zur Landtagswahl in Sachsen 2024 zog Lippmann erneut über Listenplatz 4 von Bündnis 90/Die Grünen in den Landtag ein. Damit gehört er als einer von sieben Abgeordneten von Bündnis 90/Die Grünen dem 8. Sächsischen Landtag an.
Im Juni 2021 wurde bekannt, dass der sächsische Verfassungsschutz illegal Daten über Lippmann sammelte.